# Rów Syzyfa
Rów Syzyfa (także: Rów Pawła Syzyfa) – rów melioracyjny zlokalizowany na wschód od wsi Mężyk w gminie Wieleń, łączący jezioro Zdręczno z jeziorem Górnym.

## Charakterystyka
Rów ma 170 metrów długości, 10 metrów szerokości i 5 metrów głębokości. Został w całości wykopany jednoosobowo, siłą mięśni Pawła Jechalika z Mężyka, zwanego Syzyfem z Puszczy Noteckiej. Koparki użyto jedynie do wykonania przepustu pod szosą z Miałów do Krucza (rury Jechalik zakupił na własny koszt). Paweł Jechalik był właścicielem łąk nad jeziorem Zdręczno, które notorycznie były zalewane przez wody tego akwenu. Postanowił więc wykonać rów odprowadzający nadmiar cieczy i uratować swoje łąki. Pracę rozpoczął w 1988 mając 72 lata. Do swojej dyspozycji miał łopaty i ręczną kolebę wąskotorową do wywozu urobku. Pracę ukończył po 11 latach, w 1999. Po śmierci Syzyfa, jego syn - Jacek postanowił uczcić pamięć ojca. W miejscu przecięcia rowu z szosą stoi głaz pamiątkowy (Głaz Pawła - Syzyfa z Puszczy Noteckiej), a po drugiej stronie historyczna koleba wąskotorowa. Zbudowano też przystań i miejsce wypoczynku oraz założono łowisko. Co roku w imieniny Łukasza (Łukasz Mężyk to pierwszy mieszkaniec wioski) mieszkańcy spotykają się w tym miejscu i organizują obchody.

## Galeria

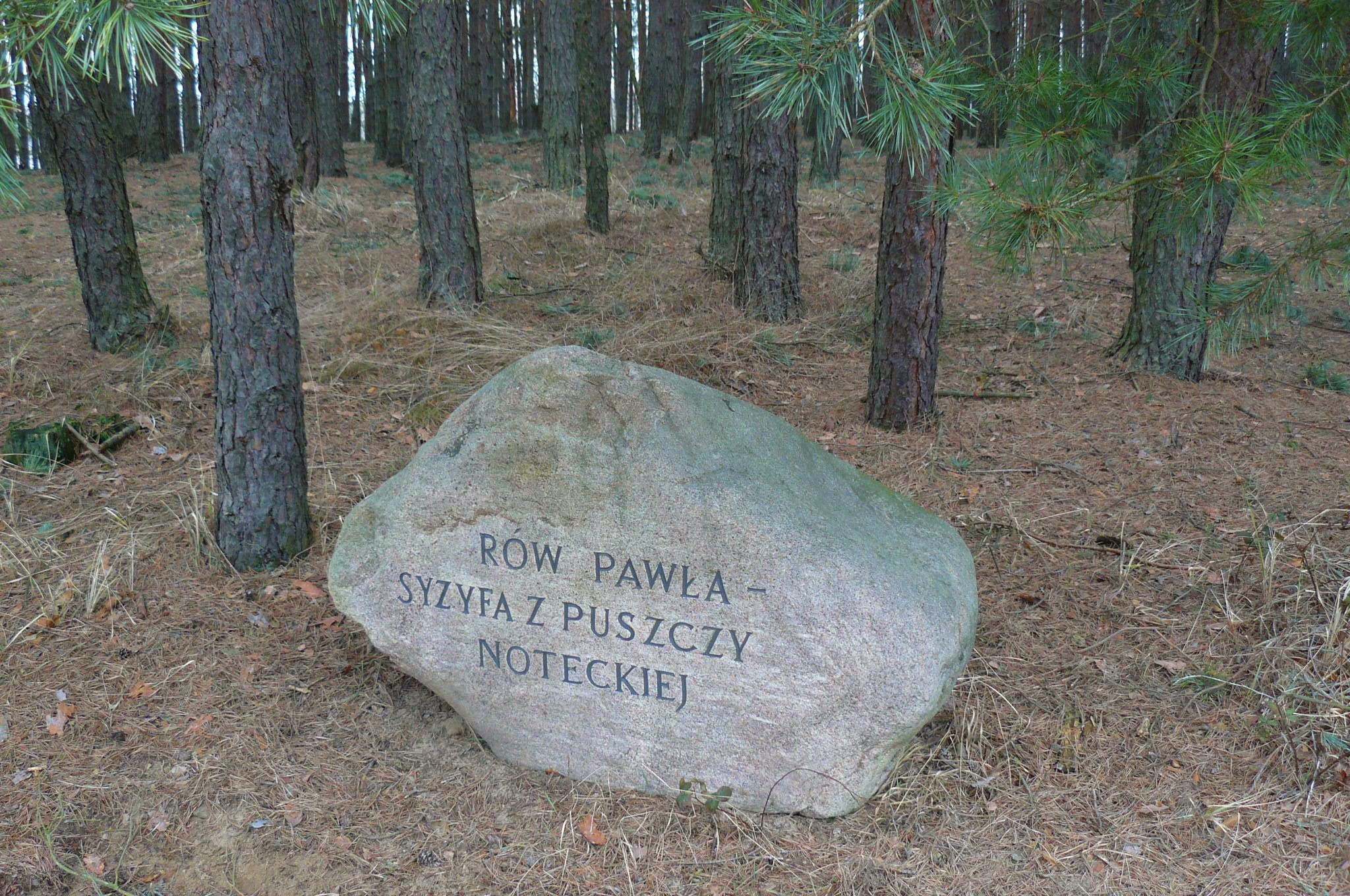
Głaz Syzyfa
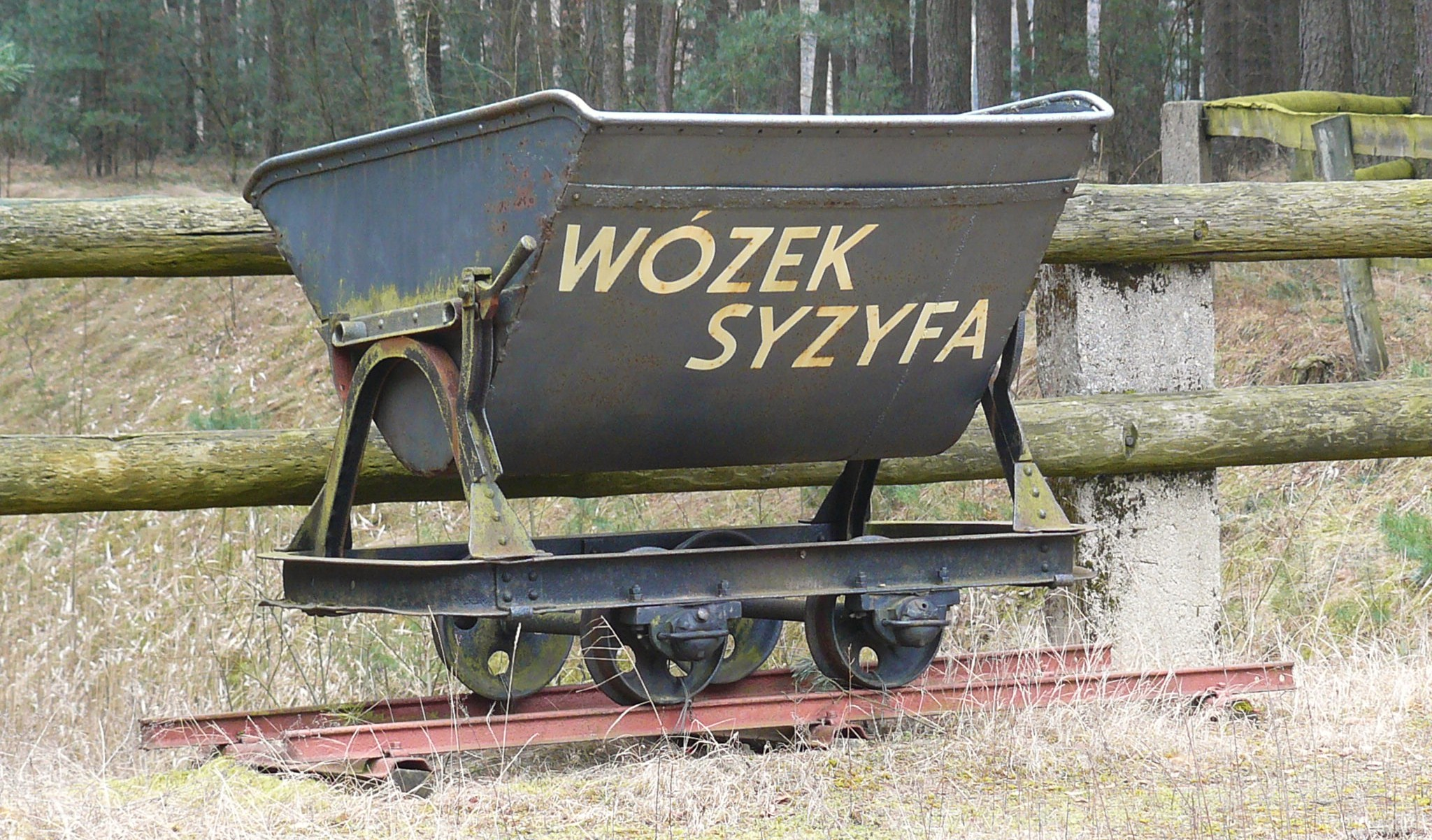
Koleba do wywozu urobku
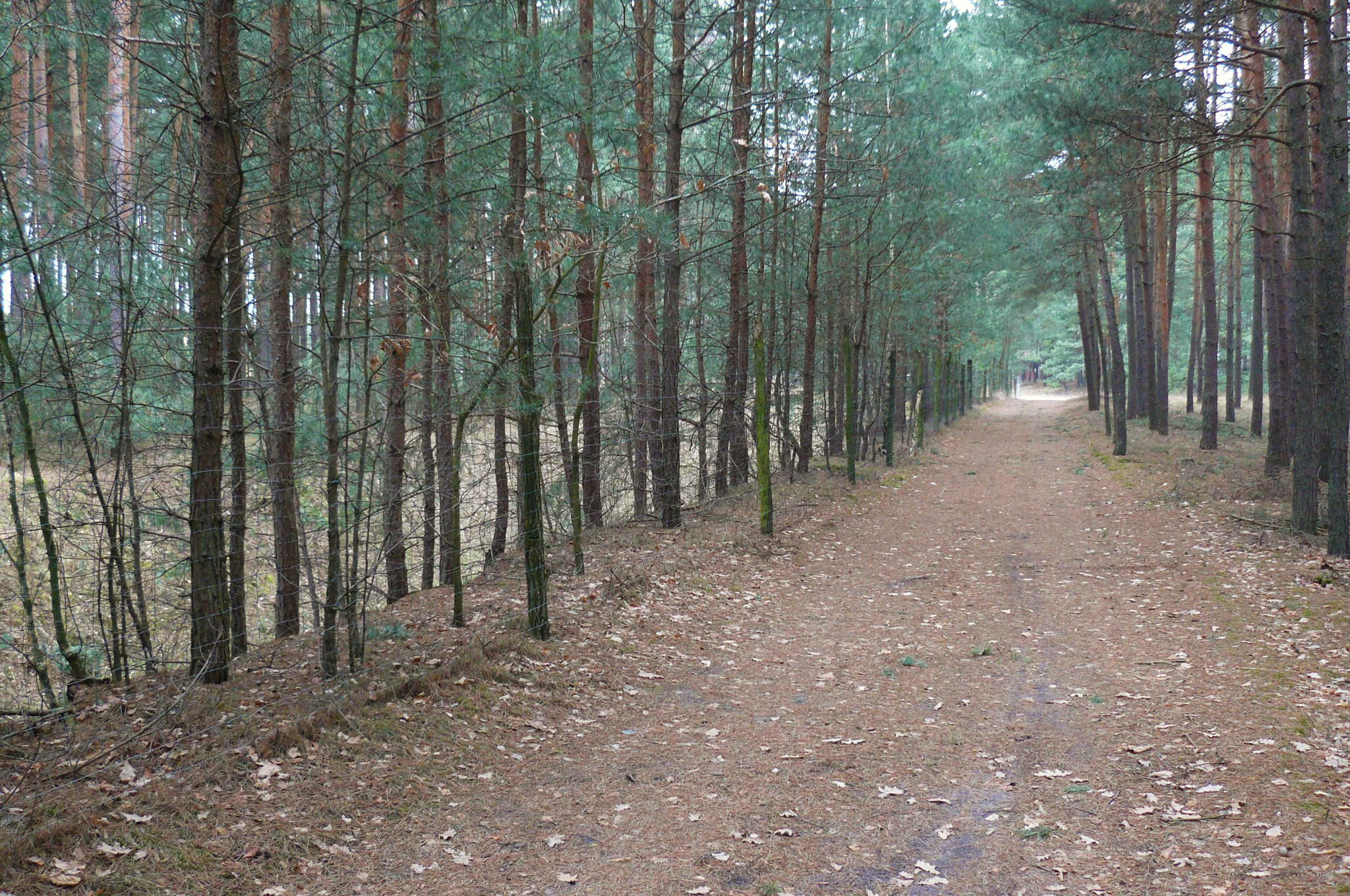
Droga wzdłuż Rowu Syzyfa